# 2-Метил-5-хлоризотиазолинон-3
Метилхлоризотиазолинон (5-Chlor-2-methyl-4-isothiazolin-3-one по номенклатуре ИЮПАК, сокращения: CMIT, CMI, MCI) — консервант для использования в косметических изделиях и средствах личной гигиены. Часто используется в смеси с метилизотиазолиноном (MIT), такая смесь (CMIT/MIT) известна также под коммерческим названием Kathon CG. Поставляется в виде водного раствора, готового к внесению в состав косметического средства. Хорошо совместим с ПАВ и эмульгаторами, независимо от их ионной природы. Эффективен во всех областях значений pH, принятых в косметической промышленности, не обладает ни цветностью, ни запахом, способным перейти в косметические средства. Kathon CG имеет низкую токсичность при рекомендуемых для использования концентрациях и соответствует экологическим требованиям. Максимальная рекомендуемая концентрация составляет 0,1 % по весу продукта в смываемых продуктах. Является слабым агентом раздражения кожи, в некоторых случаях вызывает дерматиты. Еврокомиссия с 2015 года запретила смесь метилхлоризотиазолинона (и) метилизотиазолинона (MCI / MI) в несмываемых (leave-on) продуктах, таких как косметические кремы. Эта мера направлена на снижение риска возникновения кожной аллергии и ее частоту. Консервант по-прежнему можно использовать в средствах для смываемых продуктов (leave-off) , таких как шампуни и гели для душа, при максимальной концентрации 0,0015% смеси в соотношении 3: 1 MCI / MI, что эквивалентно концентрации 0,1 % для Kathon CG.

## См.также
- Консерванты